# La impaciència del cor (pel·lícula)
La impaciència del cor (títol original en danès, Kysset) és un llargmetratge danès del 2023, dirigit per Bille August. S'ha doblat i subtitulat al català.

## Sinopsi
1913, la màxima prioritat per a Anton és completar la seva formació com a oficial de cavalleria. Durant l'entrenament, ordenarà al seu escamot que ajudi a Baron von Løvenskjold. Així coneixerà a la seva filla Edith, que, ferida, viatja en cadira de rodes. Anton se sentirà atret per ella, però no estarà segur de si els seus sentiments són de llàstima o d'amor autèntic.

## Repartiment
- Esben Smed com a Anton
- Clara Rosager com a Edith
- Lars Mikkelsen com el baró von Løvenskjold
- David Dencik com el doctor Faber
- Rosalinde Mynster com Anna, la cosina de l'Edith